# لیپسکام (تگزاس)
لیپسکام، تگزاس (به انگلیسی: Lipscomb, Texas) یک منطقهٔ مسکونی در ایالات متحده آمریکا است که در شهرستان لیپسکام، تگزاس واقع شده‌است.

## خصوصیات
لیپسکام ۱۳٫۲ کیلومترمربع مساحت و ۴۴ نفر جمعیت دارد و ۷۲۹ متر بالاتر از سطح دریا واقع شده‌است.